# Sundzoll

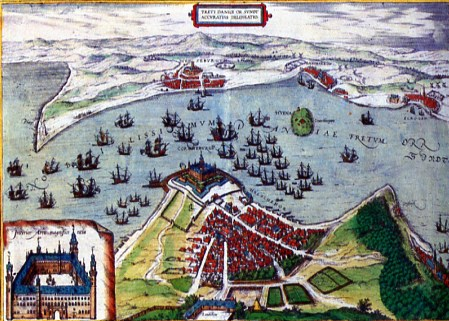
Der Hafen von Helsingør 1588

Der Sundzoll (dänisch: Øresundstolden, schwedisch: Öresundstullen) war ein Schiffszoll, den nichtdänische Schiffe, die den Öresund durchfuhren, in Helsingør zu entrichten hatten. Die Abgabe wurde 1426 von König Erik VII. von Dänemark eingeführt und bis 1857 erhoben.

## Geschichte

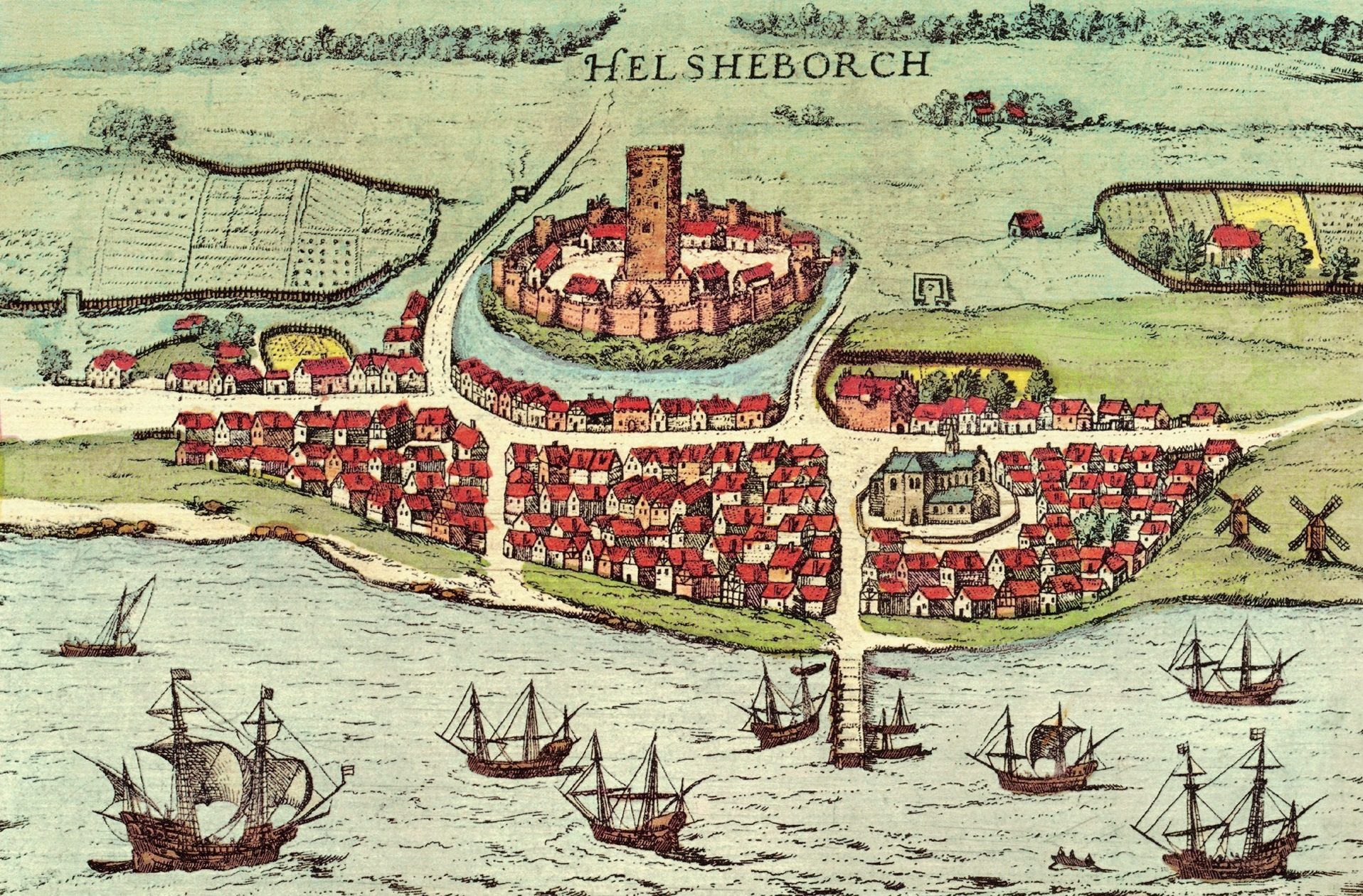
Helsingborg mit Festung Kärnan um 1590

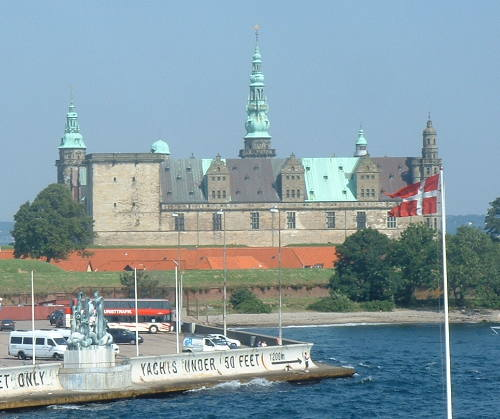
Schloss Kronborg

Die Sicherung des Öresunds erfolgte ab 1150 durch den Wachtturm Kärnan in der heute schwedischen Stadt Helsingborg, die als Teil der Provinz Schonen bis ins 17. Jahrhundert zu Dänemark gehörte. Auf dem gegenüberliegenden Ufer, der dänischen Insel Seeland, ließ erst 1420 Erich VII. östlich von Helsingør eine Festung errichten, die Krogen genannt wurde (heute Schloss Kronborg).
Der Sundzoll war über die Jahrhunderte eine der wichtigsten Einnahmequellen der Dänischen Krone und sicherte so die Unabhängigkeit der dänischen Könige von Adel und Reichsrat. Er war Anlass für immerwährenden Streit mit den weiteren Ostseeanrainern, insbesondere den Hansestädten, die sich gegen diese Abgabe auf die Freiheit der Meere beriefen und mehrmals – zuerst ab 1426 im Sundzollkrieg, zuletzt bis 1536 in der Grafenfehde – versuchten, in den Besitz der Sundschlösser zu gelangen. Die Kanonen von Schloss Kronborg setzten die Abgabe an der schmalsten Stelle des Öresunds durch.
Der Sundzoll musste auch bei einer Passage des Großen und Kleinen Belts entrichtet werden. Ab 1645 waren schwedische Schiffe durch den Frieden von Brömsebro vom Sundzoll befreit, dieses Privileg ging Schweden aber bereits 1720 durch den Frieden von Frederiksborg wieder verloren.
Im Jahr 1567 wurde die Art der Erhebung geändert. Fortan wurde die Ladung der Schiffe besteuert. Dadurch stieg das Sundzollaufkommen auf das Dreifache an. Bei der Berechnung von Schiffsladungen im Hafen von Helsingør kam ein vereinfachtes Rechenverfahren zum Einsatz, bei dem die Schiffe nur überschlägig vermessen wurden. Bis 1699 wurde die Größe der Schiffsdecks in die Kalkulation des Sundzolls mit einbezogen, was sich sogar auf die Form der auf Lübecker Werften gebauten Schiffstypen auswirkte, bei denen man als Reaktion hierauf auf ein günstiges Verhältnis von Stauraum zu Decksgröße achtete. Dennoch war die Berechnung recht willkürlich und richtete sich zudem nach der nationalen Zugehörigkeit. Für deutsche Schiffe legte Dänemark erst 1821 verbindliche Tarife fest.
Für Dänemark war der Zoll am Sund bis ins 19. Jahrhundert von größter Wichtigkeit, da er eine der Haupteinnahmequellen des Reiches war und zeitweise ein Achtel der dänischen Staatseinnahmen erbrachte. Allein in den hundert Jahren von 1557 bis 1657 befuhren fast 400.000 Schiffe die Meerenge. Während der napoleonischen Kriege ging der Verkehr allerdings stark zurück. Nachdem 1802 noch 12.000 Schiffe die dänische Zollstation passiert hatten, waren es 1808 nur noch 121, im Folgejahr 379 Schiffe. Nach den Kriegen stiegen die Zahlen wieder steil an. In der Dekade von 1816 bis 1825 passierten jährlich über 10.000 Schiffe die Meerenge. Für das Jahr 1845 verzeichnen die Zollregister 15.950 Schiffe im Sund und 1853 sogar 24.648.
Nachdem die Seemächte in den 1840er Jahren die Kaperei in Atlantik und Mittelmeer zum Erliegen gebracht hatten, wurde der Sundzoll zunehmend als ebenfalls zu beseitigendes Ärgernis empfunden. Es kam 1839 und 1843 zu Drohungen Schwedens und der USA, den „Raubstaat Dänemark“ mit Waffengewalt zum Einlenken zwingen zu wollen.
Immer wieder beschäftigte der Sundzoll die Parlamente und Regierungen der seefahrenden Nationen, etwa das preußische Kabinett im Jahr 1838 und das britische Parlament drei Jahre später auf Betreiben der Hafenstadt Hull. 1841 schlossen England, Schweden und Russland noch einmal Verträge mit Kopenhagen, die eine weitere Anerkennung des Sundzolls bei teilweise reduzierten Sätzen, etwa für englische Manufakturwaren, zum Inhalt hatten. Russland war als Dänemarks Schutzmacht nicht an seiner völligen Abschaffung interessiert und auch England nicht, denn seine Einnahmen waren zum Teil an Londoner Banken verpfändet.
Daneben erhob Dänemark auch an Land in Holstein, insbesondere von Lübeck, Transitzölle für die Straßenbenutzung der Chaussee nach Hamburg, den Stecknitzkanal und die Lübeck-Büchener Eisenbahn. Es war ein letzter Erfolg Lübecker Außenpolitik, dass es dem Lübecker Bürgermeister Theodor Curtius gemeinsam mit seinem Gesandten Friedrich Krüger gelang, die europäischen Mächte davon zu überzeugen, die Transitzollfrage mit der Sundzollfrage zu verknüpfen. Die an Dänemark zu zahlenden Transitzölle für den Warenverkehr konnten so auf 20 % des Ausgangswertes reduziert werden.
Im Jahr 1842 wurde der Sundzoll zunächst auf internationalen Druck hin für alle Schiffe unabhängig von ihrem Herkunftsland auf 1 Prozent des Warenwertes reduziert. Schließlich willigte Dänemark in der Kopenhagener Konvention vom 14. März 1857 in die Ablösung des Sundzolls ein. Die einmalig zu zahlende Ablösesumme von 30 Millionen dänischen Reichstalern (rund 23 Millionen Taler Preußisch Kurant) hatten die Seemächte entsprechend ihrer bisherigen Quote aufzubringen. Lübeck und Hamburg beteiligten sich daran mit 102.996 beziehungsweise 107.012 dänischen Reichstalern (77.000 beziehungsweise 80.000 Taler Preußisch Courant (siehe auch Kurant)).

## Das Sundzoll-Register als historische Quelle
Das Register, in dem die Einnahmen aus dem Sundzoll eingetragen sind, befindet sich heute im Rigsarkivet, dem wichtigsten der Staatlichen Archive Dänemarks (Statens Arkiver) in Kopenhagen. Es ist eine historische Quelle von außerordentlicher Bedeutung für die europäische Wirtschaftsgeschichte und Handelsgeschichte, da es für einen Zeitraum von 360 Jahren (von 1497 bis 1857) rund 1,7 Millionen Durchfahrten durch den Sund verzeichnet. Angegeben sind u. a. der Ausgangspunkt und das Ziel der Fahrt, der Heimathafen des Schiffes und meist auch dessen Ladung.
Im Jahr 2007 wurde das Sundzoll-Register zum Weltdokumentenerbe erklärt. Zwischen 2009 und 2019 wurde in den Niederlanden das Sundzoll-Register von der Universität Groningen und von Tresoar, dem Zentrum für friesische Geschichte und Literatur in Leeuwarden, digitalisiert.